# Wskaźnik przyrostu plonu
Wskaźnik przyrostu plonu, szybkość wzrostu łanu, produktywność zbiorowiska roślinnego, CGR (ang. crop growth rate) – jeden ze wskaźników produktywności roślin.
Przyrost masy łanu w przeliczeniu na jednostkę powierzchni upraw w określonym czasie.
CGR = dWc/dt • 1/P
gdzie:
dWc - przyrost masy łanu,
dt - czas pomiaru
P - powierzchnia upraw
Możliwe jest też obliczenie CGR jako:
CGR = ULR • LAI